# Mygdal Sogn
Mygdal Sogn er et sogn i Hjørring Nordre Provsti (Aalborg Stift).
I 1800-tallet var Mygdal Sogn anneks til Bjergby Sogn. Begge sogne hørte til Vennebjerg Herred i Hjørring Amt. Bjergby-Mygdal sognekommune blev ved kommunalreformen i 1970 indlemmet i Hjørring Kommune.
I Mygdal Sogn ligger Mygdal Kirke og Herregården Odden.
I sognet findes følgende autoriserede stednavne:
- Barkholt (bebyggelse)
- Dalsgård (bebyggelse)
- Degnbøl (bebyggelse)
- Fælledgård (bebyggelse)
- Grøntved (bebyggelse)
- Gøggård (bebyggelse)
- Hammersholt (bebyggelse)
- Holtegård (bebyggelse)
- Hoven (bebyggelse)
- Højtved (bebyggelse)
- Kabbeltved (bebyggelse)
- Klodske (bebyggelse)
- Kobbersholt (bebyggelse)
- Krøgholt (bebyggelse)
- Lilholt (bebyggelse)
- Lyngsig (bebyggelse)
- Mygdal (bebyggelse)
- Mygdal Mejeriby (bebyggelse)
- Nyeng (bebyggelse)
- Odden Mark (bebyggelse)
- Retholt (bebyggelse)
- Rødemølle (bebyggelse)
- Skarndal (bebyggelse)
- Skovsmose (bebyggelse)
- Slettingen (bebyggelse)
- Tagsighede (bebyggelse)
- Træholt (bebyggelse)
- Tåghøj (bebyggelse)
- Uslev (bebyggelse)
- Vandkær (bebyggelse)